# حسین رفیعی
حسین رفیعی (زادهٔ ۱۵ دی ۱۳۴۸ در اراک) بازیگر و مجری تلویزیون اهل ایران است. 
وی بیشتر به‌ خاطر بازی در نقش «فَ‌فَ» در برنامهٔ تلویزیونی «نیم‌رخ» شناخته‌ شده‌است.
حسین رفیعی فارغ‌التحصیل هنرستان هنرهای زیبا تهران و دانش‌آموخته رشته نقاشی از دانشگاه آزاد اسلامی می‌باشد. او فعالیت خود در عرصه بازیگری را از سال ۱۳۷۲ با برنامه «۳۹» آغاز کرد و پس از آن در فیلم‌های سینمایی سفر به چزابه، شیر و عسل، کمکم کن ایفای نقش کرد. وی از سال ۱۳۷۷ مجری‌گری را نیز تجربه نمود.
رفیعی همچنین داور سه دوره جشنواره بین‌المللی ستاره‌های صحنه در بخش استندآپ کمدی و مجریان صحنه بوده‌است و تندیس ستاره جاودان هنر را به پاس سال‌ها فعالیت در عرصه مجری‌گری دریافت نموده‌است.

## تلویزیونی
- لبخند سوم (۱۳۷۳) مسعود رشیدی
- پسر بابا (۱۳۷۳) محسن تقوی
- جنگ ۳۹ (۱۳۷۳) داریوش کاردان
- ساعت خوش (۱۳۷۳) مهران مدیری
- سال خوش (۱۳۷۴) مهران مدیری
- نوروز ۷۵ (۱۳۷۴) داریوش کاردان
- نوروز ۷۶ (۱۳۷۵) داریوش کاردان
- بهشت گمشده (۱۳۷۵) کامران قدکچیان
- گلهای ۷۶ (۱۳۷۶) مسعود آب پرور
- گل‌های آفتابگردان (۱۳۷۶) مسعود شاه محمدی
- جمعه بازار (۱۳۷۷–۱۳۷۶) رامبد جوان
- باغ ستاره (۱۳۷۷) شیرین جاهد
- کمکم کن (1377) رسول ملاقلی‌پور
- قصه اسباب بازی ها (۱۳۷۷) جمشید کلانتری
- بیست سری اول (۱۳۷۷) محمد حسن زاده
- مهربانی (۱۳۷۷) محمد حسن زاده
- جشن خاطره ها (۱۳۷۷)
- ایستگاه ۷۷ (۱۳۷۷)
- سیمای دانش (۱۳۷۷)
- دانی و من ۲ (۱۳۷۸) علی عبدالعلی‌زاده
- او مثبت (۱۳۸۲) علی شاه حاتمی
- شبکه سه و نیم (۱۳۸۴) داریوش کاردان
- بچه‌های بوستان (۱۳۸۵) مسعود فرخنده
- بیست سری دوم (۱۳۸۷) محمد حسن‌زاده
- دفترخانه شماره ۱۳ (۱۳۸۸) سید وحید حسینی
- شیب تند (۱۳۸۹) محمد حسن‌زاده
- هشتاد روز در جام جم
- نیمرخ
- مسابقه تنور طلایی
- مسابقه سرآشپز بزرگ - شبکهٔ دو
- تو کی هستی؟
- صبح آمد
- قصهٔ اسباب بازی‌ها[۳][منبع بهتری نیاز است]
- مسابقه زوج برتر - شبکهٔ آموزش
- اینجا ایران است - شبکهٔ جهانی جام جم
- مسا
- مسابقه این خانواده - شبکه دو
- مسابقه نیرو به توان دو - شبکه دو
- دست به نقد-شبکه نسیم
- دست انداز-شبکه نسیم
- چراغانی - شبکه سه
- ساعت شنی-شبکه پنج
- شش قهرمان و نصفی (۱۳۹۷) - شبکه تهران(۵)[۴]
- محرمانه (۱۳۹۷) - شبکه سه
- ناخونک (۱۳۹۷) - شبکه‌های استانی
- دوقلوها (۱۳۹۷) - شبکه دو
- یکی بود، یکی نبود (۱۳۹۹) - شبکه قرآن
- شیش وده-مرکزی(۱۴۰۰–۱۳۹۹)شبکه آفتاب
- نارگیل (۱۴۰۰) - شبکه نمایش خانگی - در نقش بابک راستگو
- پلاک ۱۳ (۱۴۰۰) - شبکه ۳
- آزادی مشروط (۱۴۰۱)- شبکه یک
- آنتن (۱۴۰۱) - شبکه نمایش خانگی
- شبهای مافیا (۱۴۰۱) - شبکه نمایش خانگی
- ارتش سری (۱۴۰۱) - شبکه نمایش خانگی
- شام ایرانی (۱۴۰۳) - شبکه نمایش خانگی

## تئاتر
- محرمانه به کارگردانی سید محسن میرهاشمی (۱۳۹۸)[۵]

- پستوخانه حمید امجد
- قحط الرجال محمد آزادفر
- دوشیزگان هگزا و ارامسایش محمد حاتمی